# جک درایدن
جک درایدن (انگلیسی: Jack Dryden؛ ۲۱ اوت ۱۹۰۸ – ۱۹۷۵ (۶۶−۶۷ سال)) بازیکن فوتبال اهل بریتانیا بود.
از باشگاه‌هایی که در آن بازی کرده‌است می‌توان به باشگاه فوتبال نیوکاسل یونایتد، باشگاه فوتبال شفیلد یونایتد، باشگاه فوتبال اکستر سیتی، باشگاه فوتبال بریستول سیتی، و باشگاه فوتبال برنلی اشاره کرد.